# Krótkie mięśnie ręki

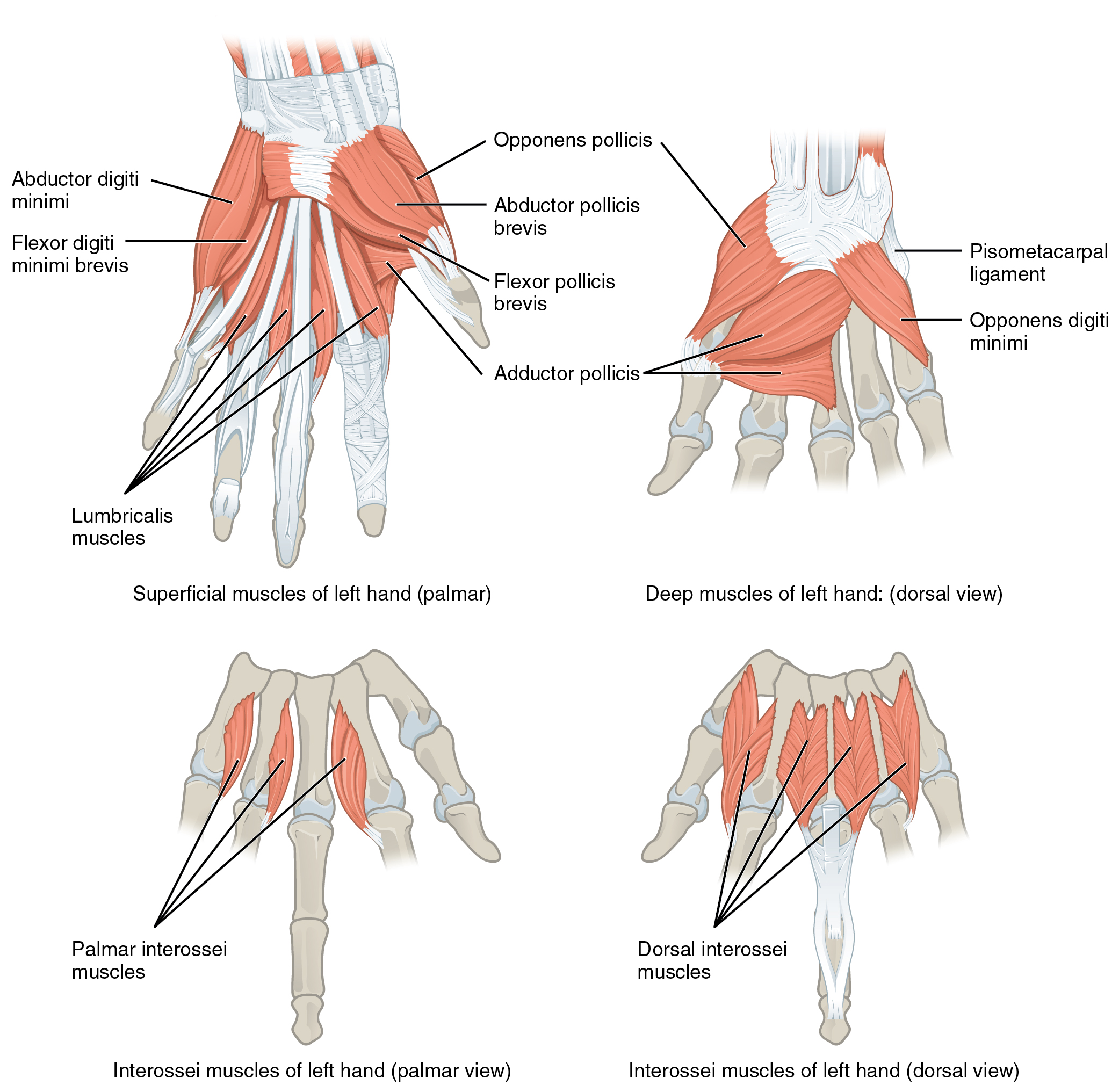
Krótkie mięśnie ręki.

Krótkie mięśnie ręki, mięśnie właściwe ręki – w anatomii człowieka mięśnie ręki położone na stronie dłoniowej śródręcza i między kośćmi śródręcza.
Do tej grupy należy 19 mięśni:
- mięśnie kłębu kciuka:
  - mięsień odwodziciel krótki kciuka
  - mięsień zginacz krótki kciuka
  - mięsień przeciwstawiacz kciuka
  - mięsień przywodziciel kciuka
- mięśnie kłębika (kłębu palca małego):
  - mięsień dłoniowy krótki
  - mięsień odwodziciel palca małego
  - mięsień zginacz krótki palca małego
  - mięsień przeciwstawiacz palca małego
- mięśnie środkowe ręki (mięśnie środkowe dłoni):
  - cztery mięśnie glistowate
  - mięśnie międzykostne, układające się w dwóch warstwach:
    - trzy mięśnie międzykostne dłoniowe
    - cztery mięśnie międzykostne grzbietowe[1][2][3].